# Hämmelepa
Hämmelepa – wieś w Estonii, w prowincji Sarema, w gminie Pihtla.